# 离散信号
离散信号是在连续信号上采样得到的信号。与连续信号的自变量是连续的不同，离散信号是一个序列，即其自变量是“离散”的。这个序列的每一个值都可以被看作是连续信号的一个采样。由于离散信号只是采样的序列，并不能从中获得采样率，因此采样率必须另外存储。以时间为自变量的离散信号为离散时间信号。
离散信号并不等同于数字信号。数字信号不仅是离散的，而且是经过量化的。即，不仅其自变量是离散的，其值也是离散的。因此离散信号的精度可以是无限的，而数字信号的精度是有限的。而有着无限精度，亦即在值上连续的离散信号又叫抽样信号。所以离散信号包括了数字信号和抽样信号。
实际的离散信号都是从连续信号采样而来，由此引出了采样定理。